# Heidemarie Cammerlander

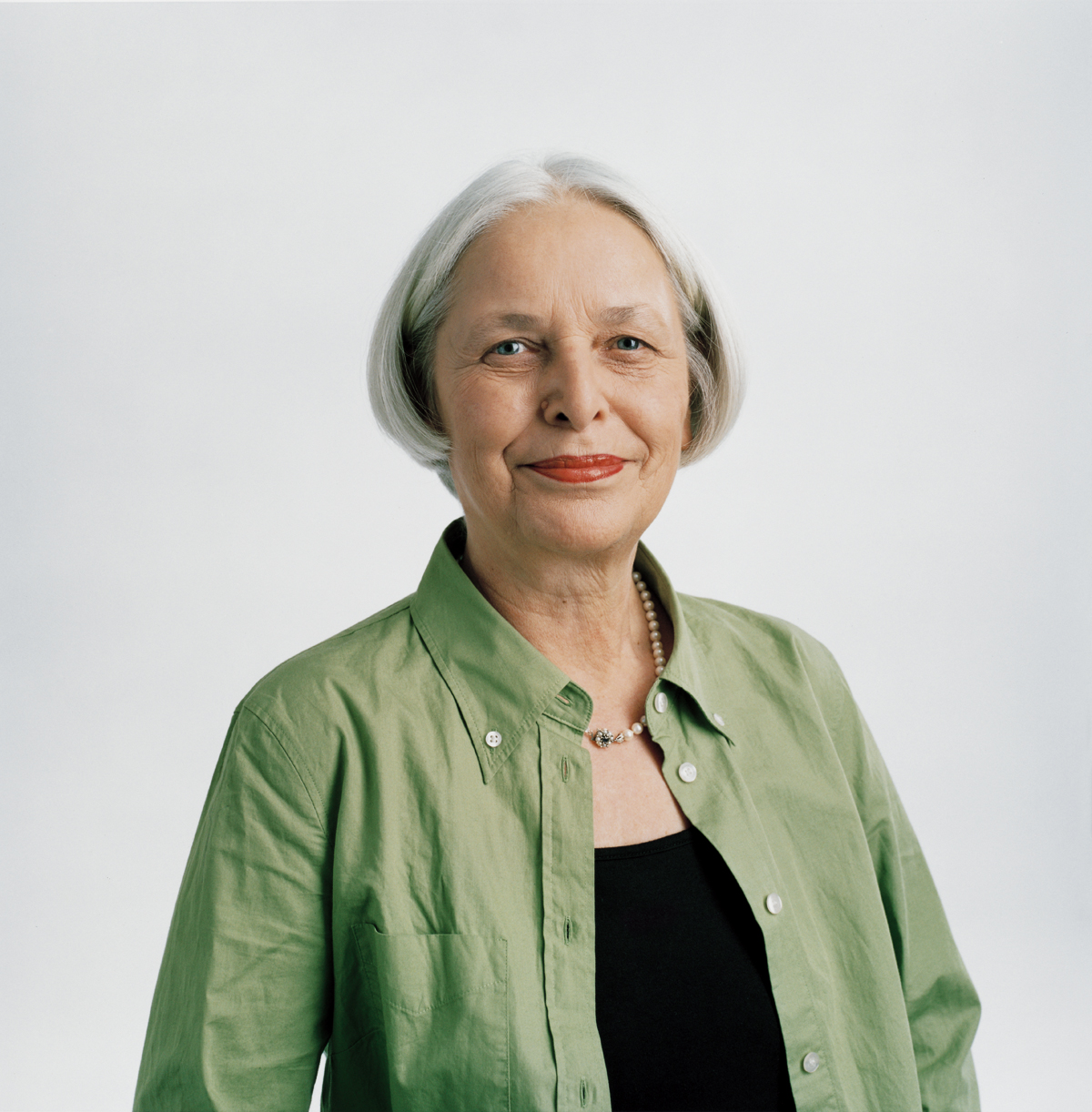
Heidemarie Cammerlander

Heidemarie Cammerlander (* 26. September 1942 in Innsbruck) ist eine österreichische Politikerin (Grüne). Sie war von 2005 bis 2010 Abgeordnete zum Wiener Landtag und Gemeinderat.

## Schulische und berufliche Laufbahn
Heidemarie Cammerlander besucht nach der Volks- und Hauptschule die Handelsschule und schloss ihre Schulbildung mit der AHS-Matura ab. Sie arbeitete in der Folge in verschiedenen Sozialprojekten, war Geschäftsführerin des „Eltern Kind Ladens“, Projektleiterin „Pradler Kaufladen“ (Sozialprojekt mit Zentralstelle für Haftentlassenenhilfe) und arbeitete für die Entwicklungszusammenarbeit Guatemala. Vor ihrer Tätigkeit als Abgeordnete war Cammerlander zuletzt in der Büroleitung der Grünen Landespartei Wien beschäftigt.

## Politische Laufbahn
Heidemarie Cammerlander war Obfrau der Grünen Bildungswerkstatt Wien und hatte mehrere parteiinterne Funktionen inne. So war sie Delegierte zur Wiener Bezirkekonferenz, zur Wiener Landeskonferenz und zum Bundeskongress. Zudem war Cammerlander Bezirksrätin in den Bezirken Landstraße und Leopoldstadt. Ab dem 18. November 2005 vertrat sie die Wiener Grünen im Wiener Landtag und Gemeinderat.